# Гудрич (Тексас)
Гудрич (енгл. Goodrich) град је у америчкој савезној држави Тексас. По попису становништва из 2010. у њему је живело 271 становника.

## Демографија
Према попису становништва из 2010. у граду је живело 271 становника, што је 28 (11,5%) становника више него 2000. године.
| Група             | 2000.       | 2010.       |
| Белци             | 160 (65,8%) | 163 (60,1%) |
| Афроамериканци    | 35 (14,4%)  | 43 (15,9%)  |
| Азијати           | 7 (2,9%)    | 0 (0,0%)    |
| Хиспаноамериканци | 36 (14,8%)  | 59 (21,8%)  |
| Укупно            | 243         | 271         |